# 村木鴻二
村木 鴻二（むらき こうじ、1940年（昭和15年）1月29日 - ）は、日本の航空自衛官である。山口県出身。第23代航空幕僚長。現在は千葉県在住。

## 略歴
満洲チチハルに生まれる。父は陸軍軍人の村木八郎（陸士45期）であり、 爆撃機のパイロットとしてノモンハン事件に従軍していた。その後、東京を経て山口県萩市に移り、小学校4年生まで過ごす。終戦後、父が航空自衛隊に入隊したことから東京の高校へ転校し、父と同じパイロットを目指し1958年（昭和33年）4月に防衛大学校に入学する。学生時代はバスケットボールに夢中になり、4年生の時には神奈川県のリーグで最優秀選手に選ばれている。
防大卒業後は航空自衛隊に入隊し、幹部候補生学校卒業後は念願通り、操縦課程に進む。最初の部隊勤務は第4航空団第7飛行隊でF-86Fを操縦。その後、F-104に機種転換し、第2航空団第201飛行隊に配属される。1973年（昭和48年）3月から初の中央での勤務となる空幕での勤務を経て、1975年（昭和50年）11月、 F-4に機種転換し、第2航空団第302飛行隊に配属された。
1976年（昭和51年）9月6日に発生したミグ25事件では302飛行隊飛行班の先任幹部として事件に対処する。その後は空幕で主に防衛畑を歩み五六中業時には防衛班長としてE-2C部隊の新設やナイキJの後継としてパトリオットミサイルの導入、基地防空部隊の新設などの業務に関わった。防衛課長としては航空自衛隊骨幹部隊改編（M改編）に向けた業務や FSX（次期支援戦闘機）問題に関する日米共同開発決定に関わる。また、空幕人事教育部長時代は航空自衛隊の魅力化施策である「翼計画21」（WING21）、空幕副長時代には航空自衛隊の次の10年間の精強化を目指す「NEXT10年」プロジェクト（N-10）に取り組み、1996年（平成8年）3月、第23代航空幕僚長に就任する。空幕長在任中には日米の関係強化や日韓ホットラインの運用開始等に尽力し、1997年（平成9年）12月に退官した。

## 年譜
- 1962年（昭和37年）3月：防衛大学校卒業（第6期・航空工学専攻）、航空自衛隊に入隊（第30期一般幹部候補生）
- 1963年（昭和38年）2月：飛行教育集団司令部付（操縦課程）
- 1965年（昭和40年）7月：第4航空団第7飛行隊（松島基地）に配属
- 1968年（昭和43年）
  - 2月：第4航空団（F-104機種転換課程入校）
  - 5月：第2航空団第201飛行隊
- 1971年（昭和46年）10月：第2航空団第201飛行隊飛行班長
- 1972年（昭和47年）6月：米空軍大学指揮幕僚課程研修
- 1973年（昭和48年）
  - 3月：航空幕僚監部防衛部防衛課防衛班勤務
  - 7月：3等空佐に昇任
- 1975年（昭和50年）11月：第2航空団（F-4機種転換課程入校）
- 1977年（昭和52年）
  - 3月：第2航空団第302飛行隊飛行班長
  - 7月：2等空佐に昇任
- 1978年（昭和53年）3月：航空自衛隊幹部学校学校教官
- 1979年（昭和54年）8月1日：第7航空団第301飛行隊長
- 1981年（昭和56年）
  - 7月：1等空佐に昇任
  - 9月：防衛研修所入所（第29期一般課程）
- 1982年（昭和57年）
  - 7月12日：航空幕僚監部防衛部防衛課防衛班勤務
  - 12月21日：航空幕僚監部防衛部防衛課防衛班長
- 1985年（昭和60年）
  - 1月16日：第5航空団付（F-15転換課程）
  - 3月16日：第5航空団飛行群司令
- 1986年（昭和61年）3月17日：航空幕僚監部防衛部防衛課長
- 1987年（昭和62年）7月7日：空将補に昇任
- 1988年（昭和63年）1月22日：第8航空団司令 兼築城基地司令
- 1990年（平成02年）7月9日：航空幕僚監部人事教育部長
- 1992年（平成04年）6月16日：空将に昇任、南西航空混成団司令
- 1993年（平成05年）7月1日：航空幕僚副長
- 1996年（平成08年）3月25日：第23代 航空幕僚長
- 1997年（平成09年）12月8日：退官
- 2012年（平成24年）11月3日：秋の叙勲にて瑞宝重光章を受章[3]

## 栄典
- レジオン・オブ・メリット・コマンダー - 1997年（平成9年）4月21日
- 瑞宝重光章 - 2012年（平成24年）11月3日